# Chỗ ngồi

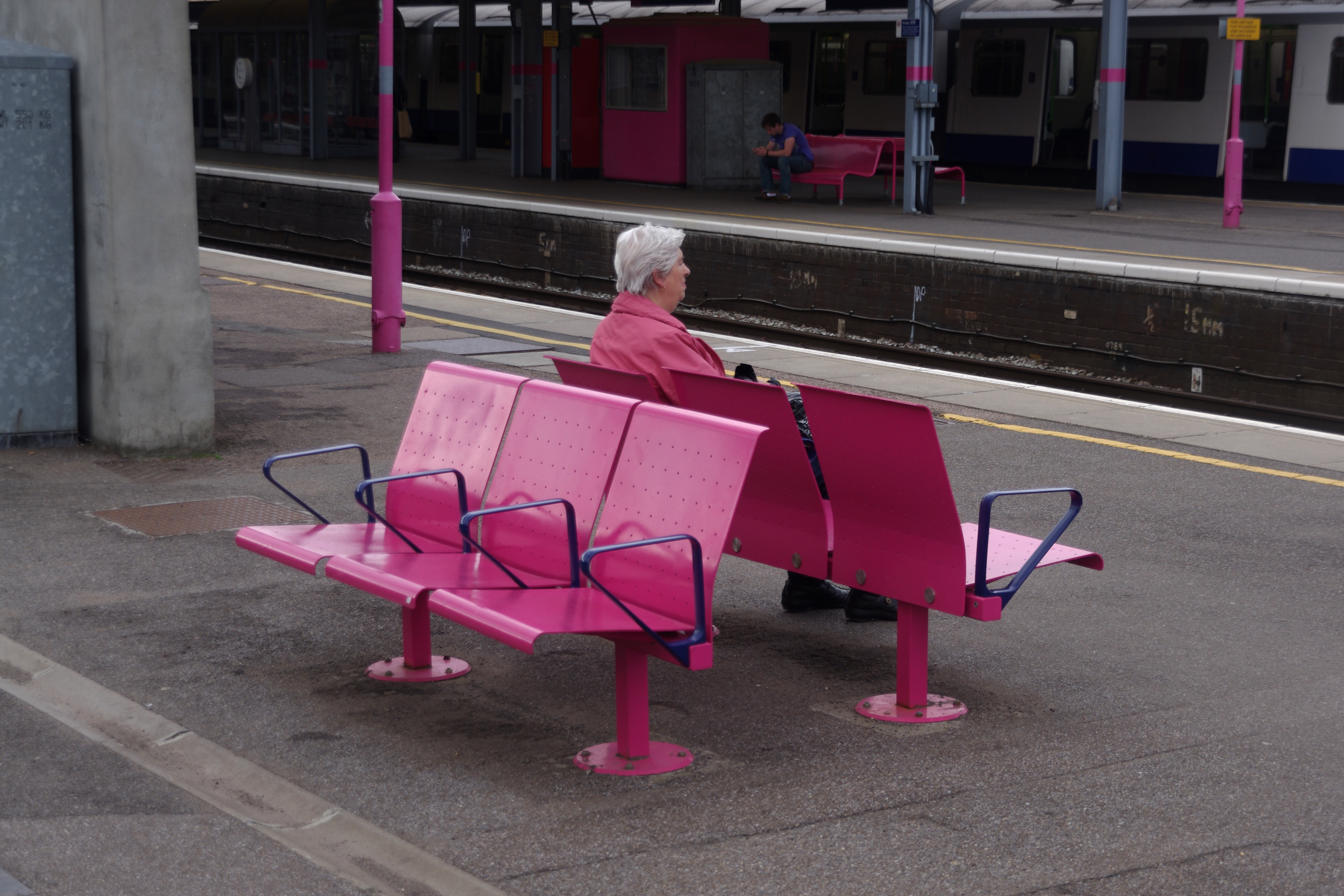
Ghế ngồi ở nhà ga Anh

Chỗ ngồi hay ghế là một nơi để ngồi. Thuật ngữ này có thể bao gồm các tính năng bổ sung, chẳng hạn như lưng, tay vịn, tựa đầu của chỗ ngồi.

## Các loại chỗ ngồi
Sau đây là các ví dụ về các loại chỗ ngồi/ghế khác nhau: 
- Ghế bành, ghế được trang bị tay vịn
- Ghế hàng không, dành cho hành khách trên máy bay
- Ghế bar, một chiếc ghế đẩu cao được sử dụng trong quán bar và hầu hết các ngôi nhà
- Ghế dài, một ghế dài cứng
- Ghế ô tô, ghế trong ô tô
- Cathedra, chỗ ngồi cho giám mục bên trong nhà thờ
- Ghế bành, ghế có lưng tựa
- Chaise longue, một chiếc ghế mềm có chân đỡ
- Đi văng, một chiếc ghế dài mềm mại
- Ghế phóng, ghế cứu hộ trên máy bay
- Ghế xếp
- Ghế cứng
- Ghế ô tô cho trẻ sơ sinh, cho trẻ nhỏ trên ô tô
- Ghế băng chỗ ngồi dài trong nhà thờ
- Ghế trượt, trên thuyền chèo
- Sofa, tên thay thế cho đi văng
- Ghế đẩu, ghế không có tay vịn hoặc lưng
- Ngai vàng, ghế cho vua/hoàng đế

## Công thái học
Đối với người ngồi, chiều dài 'đặt mông' là khoảng cách nằm ngang từ phần sau cùng của mông đến mặt sau của cẳng chân. Phép đo nhân trắc học này được sử dụng để xác định độ sâu của chỗ ngồi. Ghế sản xuất hàng loạt thường sử dụng độ sâu từ 15 đến 16 inch (38,1 đến 40,6 cm).